# Bersezio (Croazia)
Bersezio  (in croato Brseč, conosciuto in italiano anche come Bersez) è una località istriana di 126 abitanti, frazione del comune di Draga di Moschiena in Croazia.

## Geografia fisica
È un piccolo borgo medievale adagiato sulle falde orientali dei Monti Caldiera che lo sovrastano con le cime Siccovaz (780 m) e Sissol (835 m). L'abitato è posto in posizione panoramica sul ciglio di una parete di 150 metri a dirupo sul canale di Faresina.

## Storia
Nel paese sono rinvenibili iscrizioni sia in latino che in glagolitico. Dal 1922, quando era sotto sovranità italiana, la località era chiamata Bersez e costituiva comune autonomo. Dal 1924 il comune fu chiamato Bersezio del Quarnaro, venne poi soppresso nel 1929 e riaggregato a Moschiena.
La chiesa del paese, del XIV secolo, è dedicata a San Giorgio e il suo caratteristico campanile a base quadrata, con cuspide bassa ed ottagonale, fu ricavato da una torre dell'antico castello del XIII secolo.
Il paese ha dato i natali allo scrittore e politico croato Eugen Kumičić.

## Monumenti e luoghi d'interesse
- Chiesa di San Giorgio
- Chiesa della Santa Croce
- Chiesa di Santa Maria Maddalena
- Porticciolo di Bersezio
- Spiaggia di Bersezio

## Società

### Evoluzione demografica
| Evoluzione demografica | Evoluzione demografica | Evoluzione demografica | Evoluzione demografica | Evoluzione demografica | Evoluzione demografica | Evoluzione demografica | Evoluzione demografica | Evoluzione demografica | Evoluzione demografica | Evoluzione demografica | Evoluzione demografica | Evoluzione demografica | Evoluzione demografica | Evoluzione demografica | Evoluzione demografica |
| ---------------------- | ---------------------- | ---------------------- | ---------------------- | ---------------------- | ---------------------- | ---------------------- | ---------------------- | ---------------------- | ---------------------- | ---------------------- | ---------------------- | ---------------------- | ---------------------- | ---------------------- | ---------------------- |
| 1857                   | 1869                   | 1880                   | 1890                   | 1900                   | 1910                   | 1921                   | 1931                   | 1948                   | 1953                   | 1961                   | 1971                   | 1981                   | 1991                   | 2001                   | 2011                   |
| 135                    | 128                    | 199                    | 366                    | 257                    | 264                    | 504                    | 432                    | 191                    | 201                    | 205                    | 189                    | 147                    | 121                    | 131                    | 126                    |

### Etnie
|           |           |  |        |        |
| --------- | --------- |  | ------ | ------ |
| Croati    | Croati    |  | 87,60% | 87,60% |
| Jugoslavi | Jugoslavi |  | 2,47%  | 2,47%  |
| Serbi     | Serbi     |  | 1,65%  | 1,65%  |
| Italiani  | Italiani  |  | 0,82%  | 0,82%  |
| Sloveni   | Sloveni   |  | 0,82%  | 0,82%  |

## Galleria d'immagini

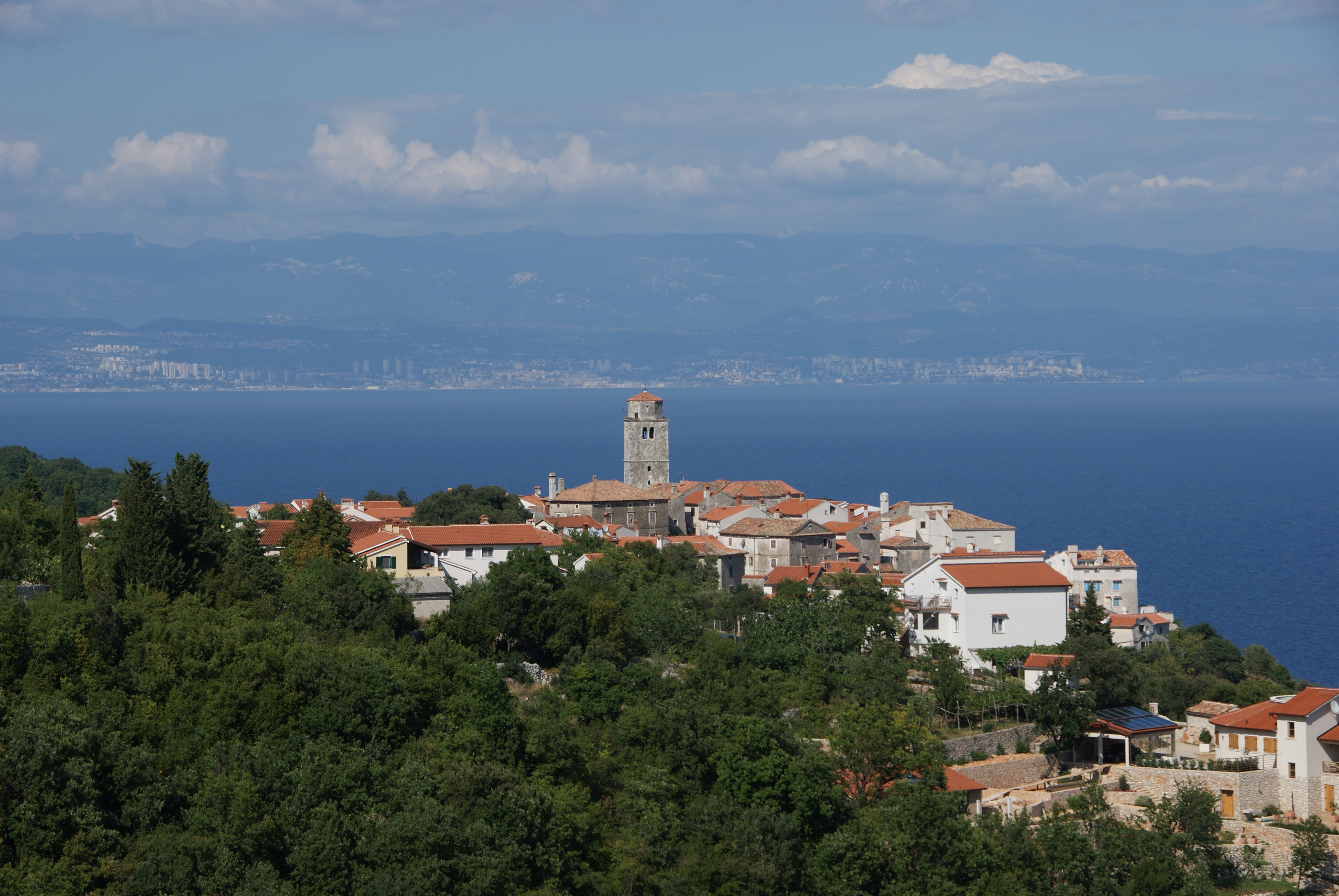
panorama
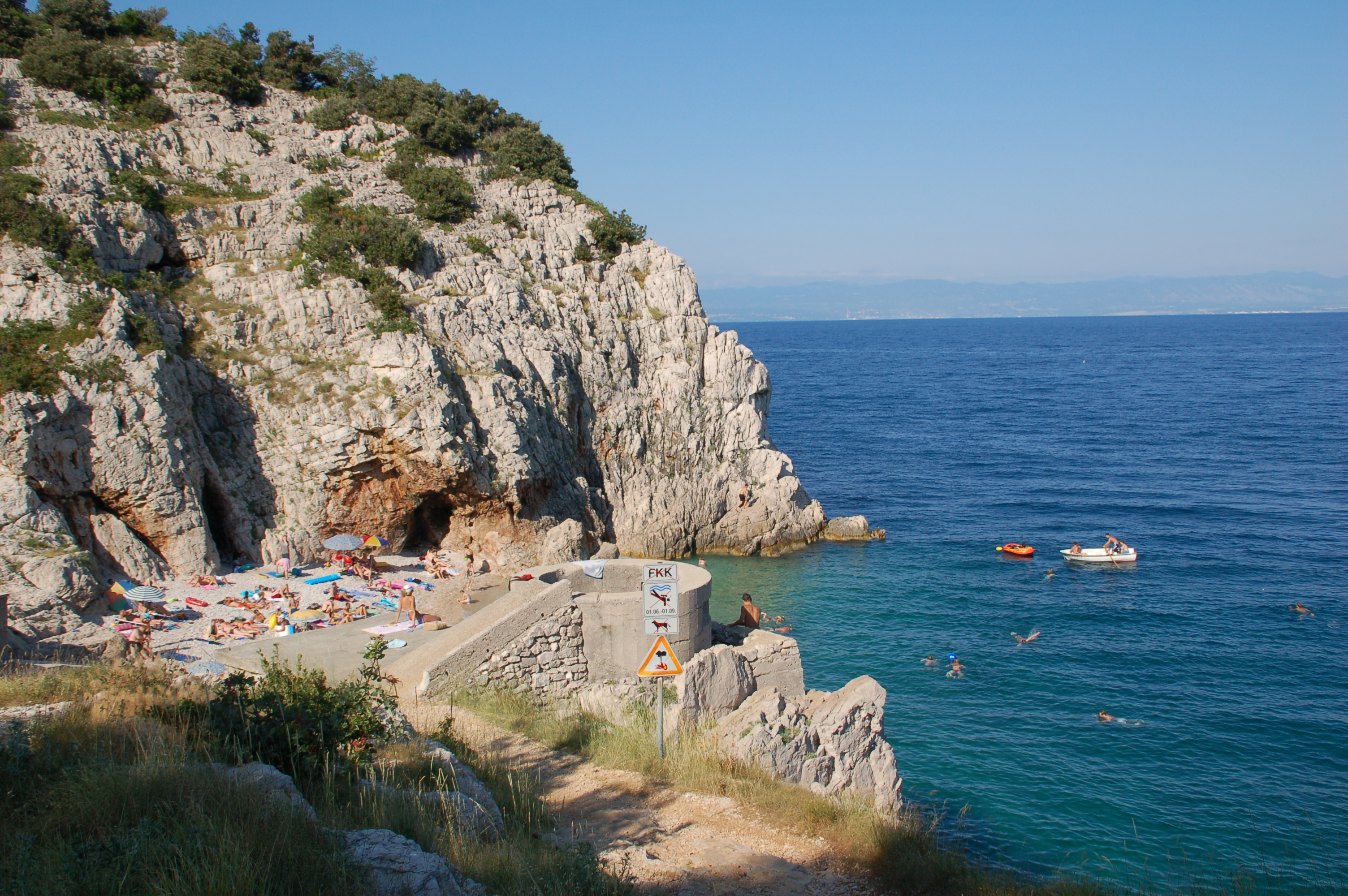
costa
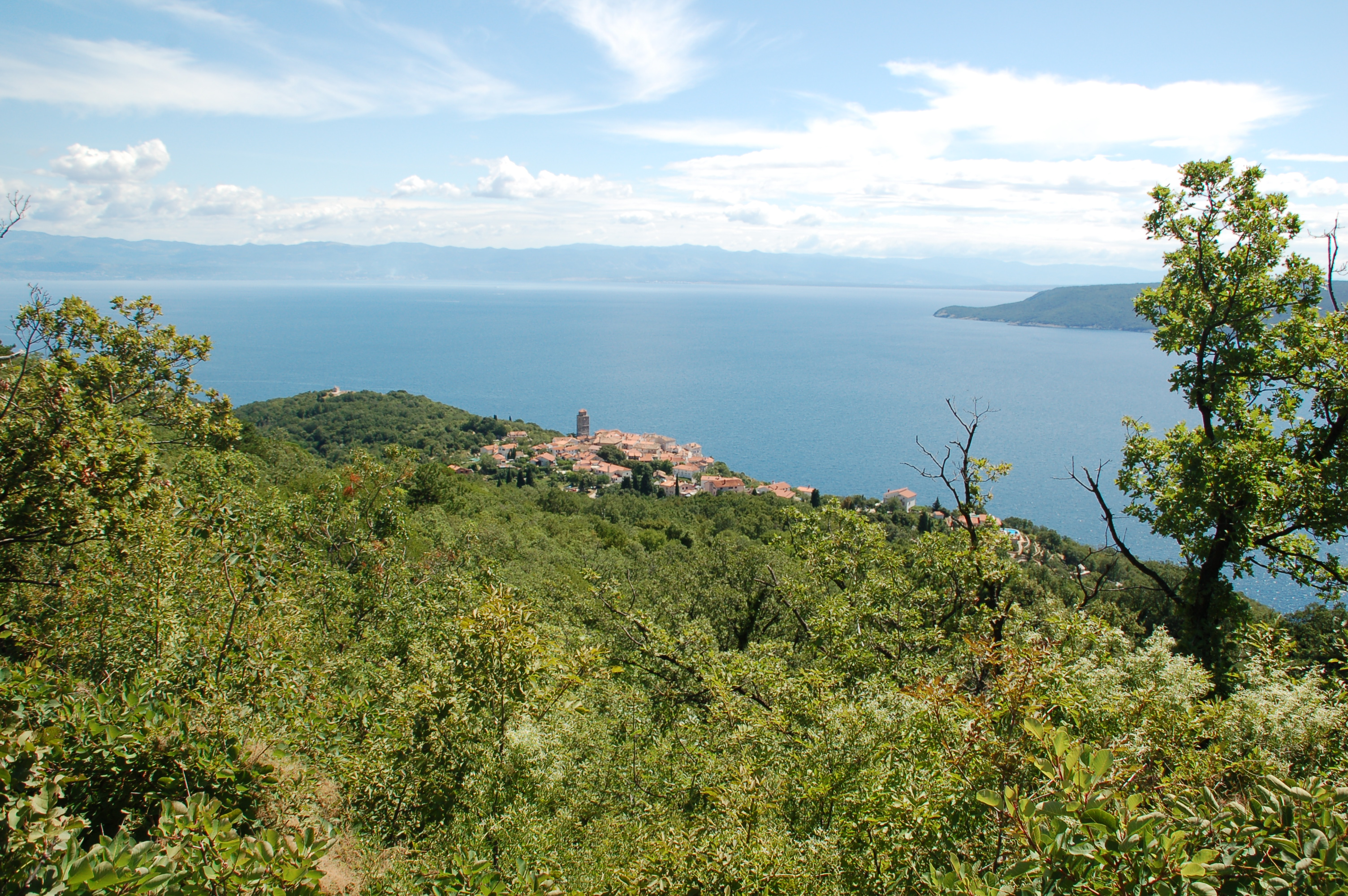
paesaggio
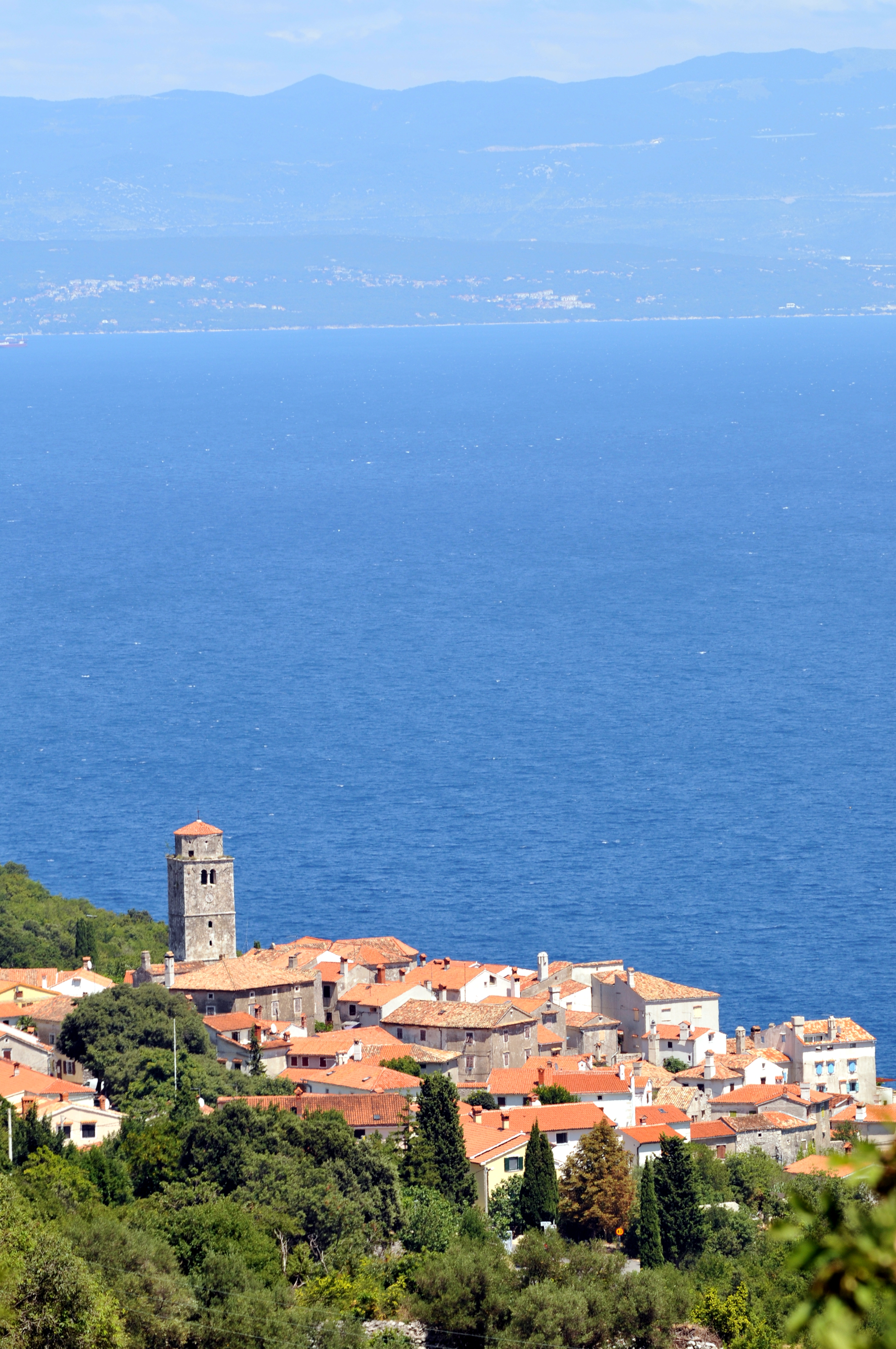
vista sulla cittadina
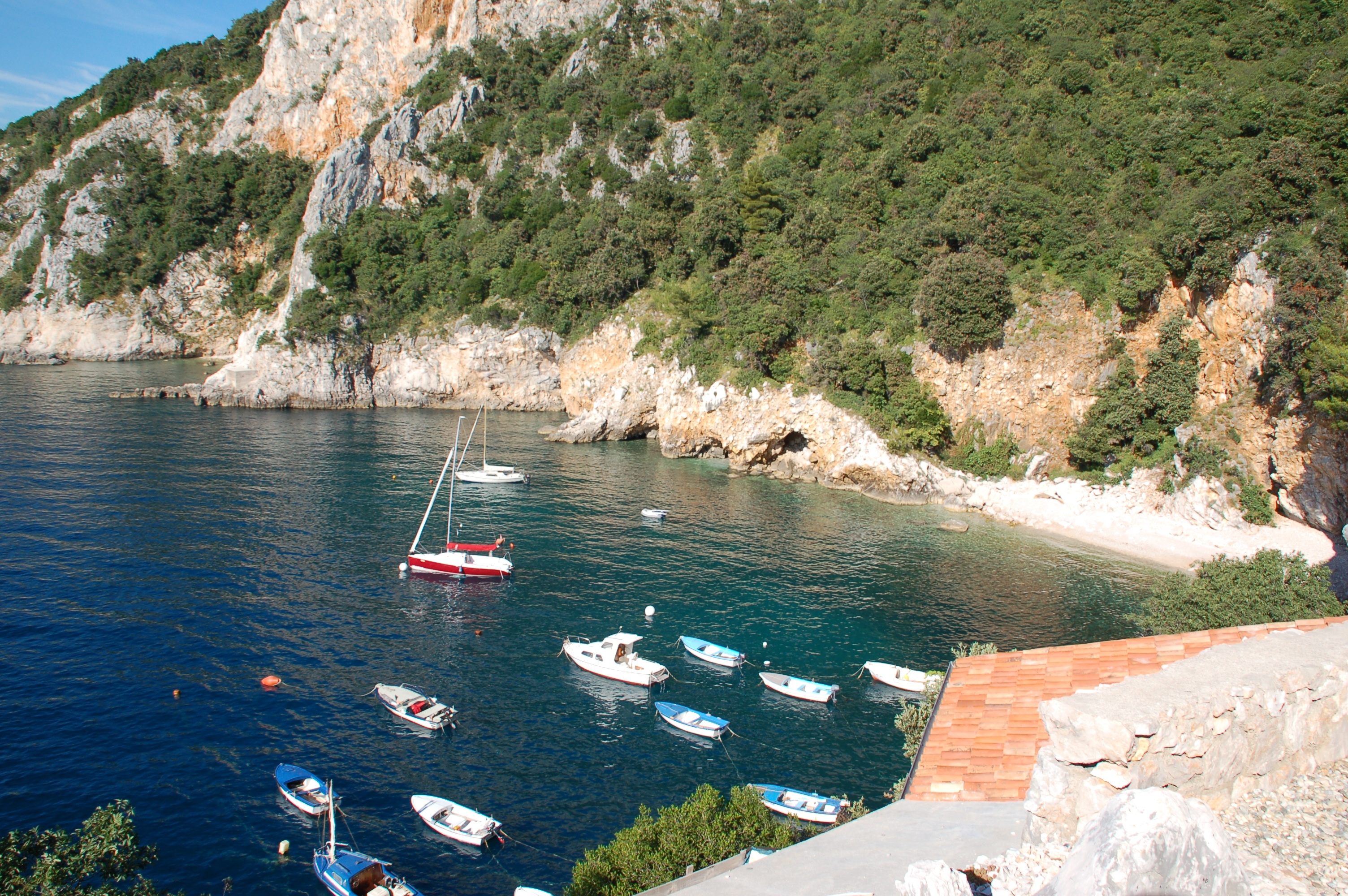
costa